# William Lundigan
William Lundigan est un acteur américain, né à Syracuse (État de New York, États-Unis) le 12 juin 1914, mort d'un problème cardiaque à Duarte (Californie, États-Unis) le 20 décembre 1975.

## Biographie
William Lundigan débute au cinéma en 1937, apparaissant dans soixante-sept films américains (notamment trois de Michael Curtiz, aux côtés d'Errol Flynn, dont La Piste de Santa Fe en 1940), le dernier en 1968.
À la télévision, il participe à dix-sept séries, de 1953 à 1971, année où il se retire. En particulier, il est le narrateur, en 1954, de Casino Royale (Saison un, troisième épisode, de la série Climax!), qui marque la première apparition à l'écran du personnage de James Bond.

## Filmographie partielle

### Au cinéma
- 1937 : Armored Car de Lewis R. Foster
- 1937 : Westbound Limited de Ford Beebe
- 1938 : Femmes délaissées (Wives under Suspicion) de James Whale
- 1939 : Les Conquérants (Dodge City) de Michael Curtiz
- 1939 : La Vieille Fille (The Old Maid) de Edmund Goulding
- 1939 : Les trois jeunes filles ont grandi (Three Smart Girls Grow Up) de Henry Koster
- 1940 : Tête chaude (East of the River) de Alfred E. Green
- 1940 : L'Aigle des mers (The Sea Hawk) de Michael Curtiz
- 1940 : Le Régiment des bagarreurs (The Fighting 69th) de William Keighley

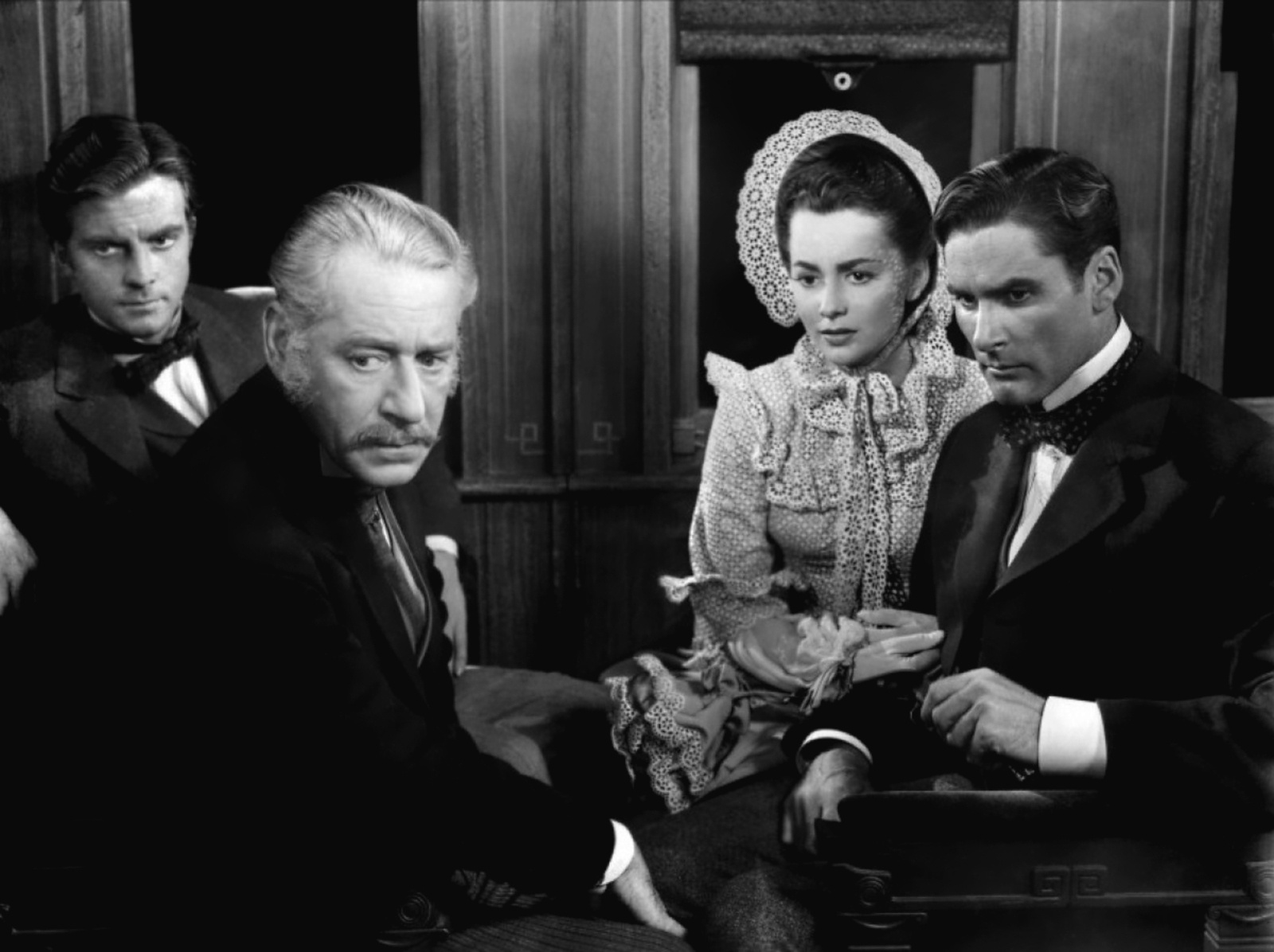
De gauche à droite : William Lundigan, Henry O'Neill, Olivia de Havilland et Errol Flynn, dans La Piste de Santa Fe (1940)

- 1940 : La Piste de Santa Fe (Santa Fe Trail) de Michael Curtiz
- 1940 : Three Cheers for the Irish de Lloyd Bacon
- 1940 : L'Homme qui parlait trop (The Man Who Talked Too Much) de Vincent Sherman
- 1941 : A Shot in the Dark de William C. McGann
- 1941 : Sailors on Leave d'Albert S. Rogell
- 1942 : Apache Trail de Richard Thorpe et Richard Rosson
- 1942 : The Bugle Sounds de S. Sylvan Simon
- 1942 : André Hardy fait sa cour (The Courtship of Andy Hardy) de George B. Seitz
- 1942 : La Double Vie d'André Hardy (Andy Hardy's Double Life) de George B. Seitz
- 1943 : Dr. Gillespie's Criminal Case de Willis Goldbeck
- 1944 : With the Marines at Tarawa, court métrage documentaire de Louis Hayward (narrateur, non crédité)
- 1947 : La Femme déshonorée (Dishonored Lady) de Robert Stevenson
- 1947 : Les Magiciens du swing (The Fabulous Dorseys) d'Alfred E. Green
- 1948 : Mystère au Mexique (Mystery in Mexico) de Robert Wise
- 1949 : L'Héritage de la chair (Pinky) d'Elia Kazan et John Ford
- 1949 : L'Assassin sans visage (Follow Me Quietly) de Richard Fleischer et Anthony Mann
- 1950 : Parade du rythme (I'll Get By)  de Richard Sale
- 1951 : La Maison sur la colline (The House on Telegraph Hill) de Robert Wise
- 1951 : Nid d'amour (Love Nest) de Joseph M. Newman
- 1951 : Enlevez-moi, Monsieur ! (Elopement) de Henry Koster
- 1951 : L'Épreuve du bonheur (I'd climb the Highest Mountain) de Henry King
- 1953 :  Down Among the Sheltering Palms de Edmund Goulding
- 1953 : Le Serpent du Nil (Serpent of the Nile) de William Castle
- 1953 : La Piste fatale (Inferno) de Roy Ward Baker
- 1954 : The White Orchid de Reginald Le Borg
- 1954 : Chasse aux étoiles (Riders to the Stars) de Richard Carlson et Herbert L. Strock
- 1962 : La Cité sous-marine (The Underwater City) de Frank McDonald
- 1967 : La Route de l'Ouest (The Way West) de Andrew V. McLaglen
- 1968 : Where Angels Go, Trouble Follows de James Neilson

### À la télévision (séries)
- 1954 : Climax!, Saison 1, épisode 3 : Casino Royale (narrateur)
- 1959 : Men into Space de Lewis J. Rachmil (Edward McCauley)
- 1961 : Les Aventuriers du Far West (Death Valley Days), Saison 9, épisode 24 Dangerous Crossing
- 1966 : Match contre la vie (Run for Your Life), Saison 1, épisode 20 In Search of April de Stuart Rosenberg
- 1971 : Docteur Marcus Welby (Marcus Welby, M.D.), Saison 2, épisode 19 Cynthia